# Michael Joyce
Michael Joyce (Lackawanna, 9 novembre 1945) è uno scrittore e critico letterario statunitense.
È professore di inglese al Vassar College, New York, e un importante autore e critico di letteratura elettronica ipertestuale.
La sua carriera inizia con The War Outside Ireland nel 1982 che ha vinto vari premi letterari. Parallelamente alla sua attività di scrittore ha iniziato ad occuparsi delle nuove tecnologie: assieme a Jay Bolter ha iniziato a lavorare alla creazione di un software per la realizzazione di ipertesti battezzato Storyspace. Il programma di authoring ipertestuale viene distribuito da Eastgate Systems ed è divenuto in breve tempo il riferimento di molti autori che si affacciano sulla scena della narrativa elettronica.
Joyce stesso lo utilizza per la realizzazione di Afternoon's: a story (1987) uno tra i primi ipertesti letterari a presentarsi come opera letteraria "seria", dove la storia può cambiare radicalmente in dipendenza del percorso seguito dal lettore all'interno dell'ipertesto. 
Successivamente ha prodotto un'altra storia ipertestuale, Twilight, a symphony (1996).
Altre opere di Joyce sono War outside Ireland: a novel (1982), Of two minds: hypertext pedagogy and poetics (1995), Othermindedness: the emergence of network culture (2000), e Moral tales and meditations: technological parables and refractions (2001).